# Galactolípido

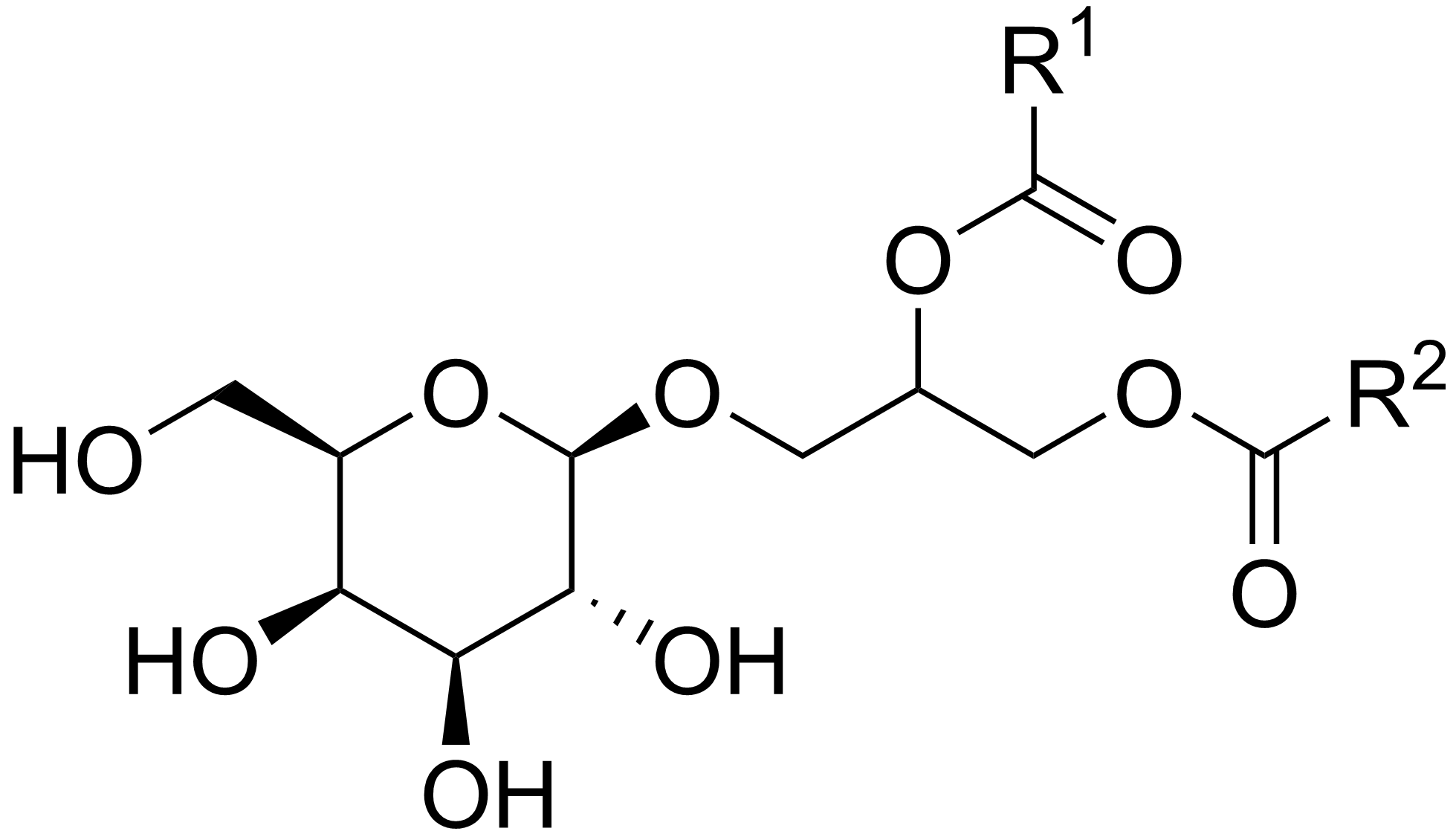
Estructura química general de un monogalactosil diacilglicerol (MGDG), un tipo frecuente de galactolípido. R ^{1} y R ^{2} son cadenas grasas.

Los galactolípidos son un tipo de glicolípido cuyo grupo de azúcares es la galactosa. Se diferencian de los glicoesfingolípidos en que no tienen nitrógeno en su composición.
Son la parte principal de los lípidos de la membrana vegetal donde sustituyen a los fosfolípidos para conservar el fosfato para otros procesos esenciales. Estas membranas de cloroplastos tienen una gran cantidad de monogalactosildiacilglicerol (MGDG) y digalactosildiacilglicerol (DGDG).
Probablemente también asumen un papel directo en la fotosíntesis, ya que se han encontrado en las estructuras de rayos X de los complejos fotosintéticos.
Los galactolípidos son más biodisponibles que los ácidos grasos libres, y se ha demostrado que presentan una actividad antiinflamatoria mediada por la COX. El fraccionamiento bioguiado de hojas de espinaca ( Spinacia oleracea ) reveló que los galactolípidos del ácido alfa-linolénico (18:3, n-3) eran responsables de los efectos inhibitorios sobre la activación del virus de Epstein-Barr (EBV) inducida por promotores tumorales. Recientemente, se ha demostrado que este mismo galactolípido, 1,2-di-O-α-linolenoil-3-O-α-D-galactopiranosil- sn -glicerol, puede ser importante para la actividad antiinflamatoria de la Dog Rose (Rosa canina), una planta medicinal con efecto documentado en enfermedades inflamatorias como la artritis.
El galactoesfingolípido galactocerebrósido (GalC) y su derivado sulfatado sulfatida también están presentes en abundancia (junto con un pequeño grupo de proteínas) en la mielina, la membrana que rodea los axones en el sistema nervioso de los vertebrados .
Son los galactolípidos, y no los florotaninos, los que actúan como disuasores de herbívoros en Fucus vesiculosus frente al erizo de mar Arbacia punctulata.